# 斯坦利氏魮
斯坦利氏魮（学名：Barbus stanleyi）為輻鰭魚綱鯉形目鯉科魮屬的其中一個種。該物種於1974年由Max Poll和Jean-Pierre Gosse描述，分布於非洲剛果河流域，體長可達9.7公分。

## 扩展阅读
維基物種上的相關：斯坦利氏魮